# Templo de Hera (Paestum)
El templo de Hera I o Hereo de Paestum (en italiano: Basilica de Paestum), la antigua Posidonia griega, construido alrededor de 530 a. C. por colonos griegos, es el templo más antiguo que sobrevive en la antigua ciudad grecorromana. Edificio robusto, sobrio, las columnas gruesas con grandes ábacos y equinos. Los arqueólogos del siglo XVIII, lo llamaron "la Basílica", porque creyeron erróneamente que era un edificio romano. Una basílica en la época romana era un edificio civil, no religioso. El estudio de sus inscripciones reveló que allí se adoraba a la diosa Hera. Más tarde, se descubrió un altar al aire libre, en la parte delantera del templo, lugar usual donde situaban los antiguos griegos los altares para que los fieles pudiesen asistir a los ritos y sacrificios, sin entrar en la cella.

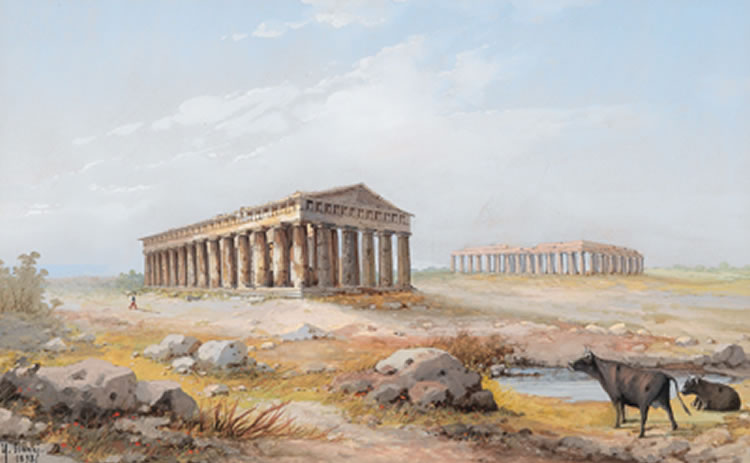
Los templos de Hera en Paestum, por Y. Gianni, 1893.

Justo al sur de las murallas de la ciudad, en un sitio todavía llamado Santa Venera, se encontró en el santuario, una serie de pequeñas estatuillas de ofrendas de desnudos femeninos en terracota que llevan el polos, el tocado de las diosas de Anatolia y Siria, que datan de la primera mitad del VI a. C.; otras similares han sido encontrados en otros santuarios de Paestum durante las excavaciones de la década de 1980, aunque estas figuras son muy poco habituales en el Mediterráneo occidental. El témenos al aire libre se estableció al principio de la ocupación griega: y no se construyó ningún templo hasta principios del siglo V a. C.
Una diosa desnuda es una figura extraña a la cultura griega antes de la famosa Afrodita Cnidia de Praxíteles en el siglo IV a. C. Las analogías iconográficas pueden buscarse en el culto a la fenicia Astarté y la chipriota Afrodita. «En lugares donde los griegos y fenicios entraron en contacto, a menudo existe una superposición de personas entre las dos deidades». En la época romana, las inscripciones encontradas dejan claro que el culto se reservó a la diosa Venus.

## Características

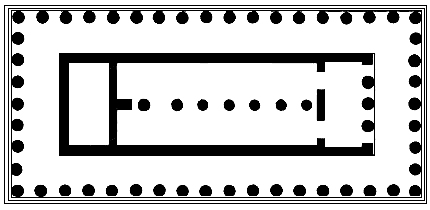
Planta del templo.

El templo, dórico, períptero, eneástilo, que pertenece a la arquitectura de la época arcaica conserva en la actualidad la perístasis completa de 9 X 18 columnas (incluyendo las esquinadas), el arquitrabe, parte del friso y los fundamentos de la cella. 
En total, la perístasis tiene 50 columnas, y al tener nueve columnas en el lado corto, que es inusual, denota el modelo arcaico del edificio y obliga a tener una columnata axial en la cella. En este caso, son ocho columnas, de las cuales, las de los extremos están unidas a las paredes interiores del naos. Además dispone de un pronaos con tres columnas entre antas y un opistodomos.
Las dimensiones de la planta son de 24,5 x 54,3 m y respeta el modo de analogía griega. El trazado responde a la proporción 4 X 9 que es la misma que la del Partenón, la cella tiene la proporción 2 x 7 y el naos 2 x 5.
Es un caso singular en la arquitectura dórica, ya que la decoración del collarino del capitel dórico está dispuesta con hojas y vainas en el equino rodeado por flores de loto y rosetas. Esta decoración se deriva de modelos micénicos. La coronación del templo estaba realizada en terracota pintada de falsos canalones con cabeza de león y terminaba con antefijas en forma de palmeta. 
Las columnas, de 4,68 m de altura, tienen una éntasis muy clara, mientras que el equino del capitel es muy achatado y el ábaco muy alargado..